# Aloys Wobben
Aloys Wobben (né le 22 janvier 1952 à Rastdorf, dans la Basse-Saxe, en Allemagne et mort le 3 août 2021) est un entrepreneur et ingénieur en électronique allemand. Il est considéré comme un pionnier en matière d’énergie éolienne, et a fondé l’entreprise allemande Enercon, qui fabrique des éoliennes.

## Biographie
Wobben étudie l’électrotechnique à l’université d’Osnabrück, puis à l’université technique Carolo-Wilhelmina de Brunswick. Il se passionne pour les énergies renouvelables alors qu’il reste à l’université de Brunswick en tant qu’assistant scientifique. Avec son camarade Meinhard Remmers, il fabrique une première éolienne en 1975, qui délivre une puissance nominale de 22 kW.
Il fonde en 1984 à Aurich la société Enercon, qui compte initialement trois employés pour s’occuper du développement et de la production. L’entreprise se développe, et commence en 1993 à produire le modèle E-40, qui se caractérise par son système à entraînement direct. Ce produit remplit les attentes des clients et assure le succès international du fabricant. L’entreprise est alors leader sur le marché allemand de l’éolienne, et occupe une des quatre premières places sur le marché mondial.
En tant que dirigeant, Wobben se consacre à la gestion de l’entreprise, mais également à l’amélioration et au développement des produits. Il se retire toutefois des activités opérationnelles en 2012 pour des raisons de santé, et transfère au 1er octobre ses parts dans la société à la fondation Aloys Wobben, qui devient ainsi l’unique actionnaire du groupe Enercon. Par cette opération, Wobben souhaite préserver l’indépendance du groupe.

## Décoration
- Chevalier de l'ordre du Mérite de la République fédérale d'Allemagne